# 安田睦実
安田 睦実（やすだ むつみ、1996年6月13日 - ）は、日本の元女子バレーボール選手。

## 来歴
京都府京都市出身。
鹿屋体育大学時代は主将を務めた。
2019年2月7日、ヴィクトリーナ姫路公式サイトにて、安田のマックスバリュ姫路ヴィアーレ（下部組織育成チーム）への入団内定が発表された。
2019年10月4日、ヴィクトリーナ姫路公式サイトにて、安田と兒島晴香の昇格が発表された。育成チームであるマックスバリュ姫路ヴィアーレからヴィクトリーナ姫路へ加入する選手はこの2名が初となる。
2020年5月19日、ヴィクトリーナ姫路公式サイトにて現役引退と、チームのU16アシスタントコーチ就任が発表された。

## 所属チーム
- 京都市立室町小学校
- 京都市立烏丸中学校
- 京都橘高等学校[1]
- 鹿屋体育大学[1]
- マックスバリュ姫路ヴィアーレ #4(C)（2019年）
- ヴィクトリーナ姫路 #20（2019-2020年）

## 個人成績
V.LEAGUEの個人成績は下記の通り（交流戦・プレーオフを含む）。
| 大会        | 所属        | 出場   | 出場     | アタック | アタック | アタック | アタック | バックアタック | バックアタック | バックアタック | バックアタック | アタック決定本数 | ブロック | ブロック   | サーブ | サーブ     | サーブ | サーブ | サーブ | サーブ | サーブレシーブ | サーブレシーブ | サーブレシーブ | 総得点 |
| ----------- | ----------- | ------ | -------- | -------- | -------- | -------- | -------- | -------------- | -------------- | -------------- | -------------- | ---------------- | -------- | ---------- | ------ | ---------- | ------ | ------ | ------ | ------ | -------------- | -------------- | -------------- | ------ |
| 大会        | 所属        | 試合数 | セット数 | 打数     | 得点     | 失点     | 決定率   | 打数           | 得点           | 失点           | 決定率         | セット平均       | 得点     | セット平均 | 打数   | ノータッチ | エース | 失点   | 効果   | 効果率 | 受数           | 成功           | 成功率         | 総得点 |
| V1 19-20    | 姫路        | 9      | 15       | 16       | 1        | 1        | 6.2      | 0              | 0              | 0              | -              | 0.07             | 2        | 0.13       | 28     | 1          | 1      | 2      | 5      | 9.8    | 17             | 11             | 50.0           | 5      |
| 通算：1大会 | 通算：1大会 | 9      | 15       | 16       | 1        | 1        | 6.2      | 0              | 0              | 0              | -              | 0.07             | 2        | 0.13       | 28     | 1          | 1      | 2      | 5      | 9.8    | 17             | 11             | 50.0           | 5      |